# Mikel Arruabarrena
Mikel Arruabarrena Aranbide (Tolosa, 9 febbraio 1983) è un ex calciatore spagnolo, di ruolo attaccante.

## Palmarès

### Club

#### Competizioni nazionali
- Segunda División: 1

Eibar: 2013-2014